# Ležišta nafte i plina
Ležišta nafte i plina predstavljaju zajednički naziv za sve akumulacije ugljikovodika koja se nalaze u podzemlju. Postoje razne klasifikacije takvih ležišta, kako geološke tako i ekonomske.
S geološke strane najčešće se takva ležišta dijele na strukturna, stratigrafska i kombinirana. Zatim se mogu podijeliti obzirom na vrstu stijena u kojima se nalaze. To su najčešće pješčenjaci, frakturirane karbonatne stijene ili kataklazirane magmatske i metamorfne stijene.
S ekonomske strane to mogu biti ležišta koja sadrže dokazane, vjerojatne i moguće rezerve ugljikovodika.